# Irene Vecchi
Irene Vecchi (n. 10 iunie 1989, Livorno, Italia) este o scrimeră italiană specializată pe sabie, laureată cu bronz la individual la Campionatul Mondial de Scrimă din 2013 și campioana europeană pe echipe la Sheffield 2011.
A participat la Jocurile Olimpice de vară din 2012, dar a fost învinsă în sferturile de finală de ucraineanca Olha Harlan, medaliată cu bronz în cele din urmă.